# Calanque

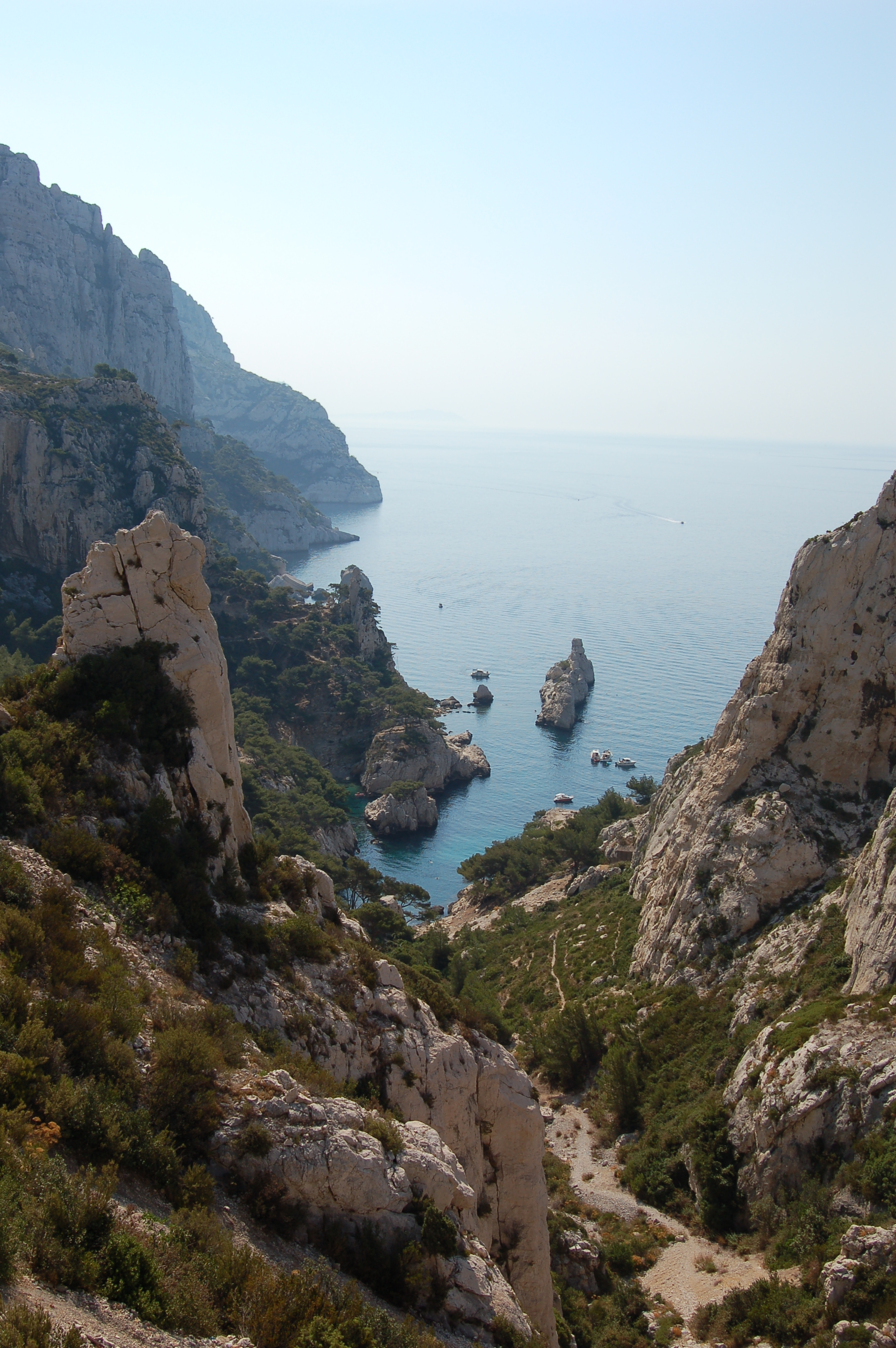
Calanque de Sugiton

Calanque (calanco w Prowansji, calanca na Korsyce, liczba mnoga calanques, kors. calanche) – formacja geologiczna, charakterystyczna przede wszystkim dla południowo-wschodniej Francji. Calanques to głęboko wcięte w wapiennych skałach, trudno dostępne dolinki ze stromymi ścianami na wybrzeżu Morza Śródziemnego, bardzo często nie posiadające żadnego dojazdu (droga) od strony lądu. W przypadku łatwiejszego dostępu wykorzystywane są jako przystanie dla jachtów. Nazywane bywają śródziemnomorskimi fiordami.
Najbardziej okazałe przykłady calanques znajdują się we Francji, w paśmie Massif des Calanques, w departamencie Delta Rodanu (Delta Rodanu), przede wszystkim na 30-kilometrowym fragmencie wybrzeża, między La Madrague a Cassis. Pionowe urwiska tych dolin mają nawet kilkaset metrów wysokości i niemożliwe jest częstokroć nawet zejście z wody na ląd (pionowe ściany, brak ścieżek). Z tego powodu calanques są doskonałym terenem do uprawiania wspinaczki. W 2012 część tego obszaru została objęta ochroną jako Park Narodowy Calanques.
Dolinki są intensywnie wykorzystywane turystycznie – jako cel przejażdżek statkami wycieczkowymi od strony morza lub szlakami pieszymi (w tym ubezpieczonymi łańcuchami) i rowerowymi od strony lądu (dojechać można autobusami miejskimi z Marsylii). Już w dzielnicach Malmousque i Enduome znajdują się calanques, które są bardzo popularnymi celami wycieczek. Bardziej okazałe zaczynają się jednak od portu jachtowego Madrague i są wyrzeźbione w masywie Marseilleveyre – 432 m n.p.m. W tym rejonie znajduje się około 100 dolinek, z których największą jest Calanque de Sormiou.
Na terenie calanques rozgrywa się część akcji powieści kryminalnych Jeana-Claude'a Izzo.

## Niektóre calanques w okolicach Marsylii
- Calanque de Callelongue
- Calanque de la Mounine
- Calanque de Marseilleveyre
- Calanque de Podestat
- Calanque de l'Escu
- Calanque de Sormiou – największa
- Calanque de la Triperie
- Calanque de Morgiou
- Calanque de Sugiton
- Calanque du Devenson
- Calanque de l'Oule
- Calanque d'En-Vau
- Calanque de Port-Pin
- Calanque de Port-Miou

## Niektóre calanques na Korsyce
- Calanques de Piana